# Tecnígraf

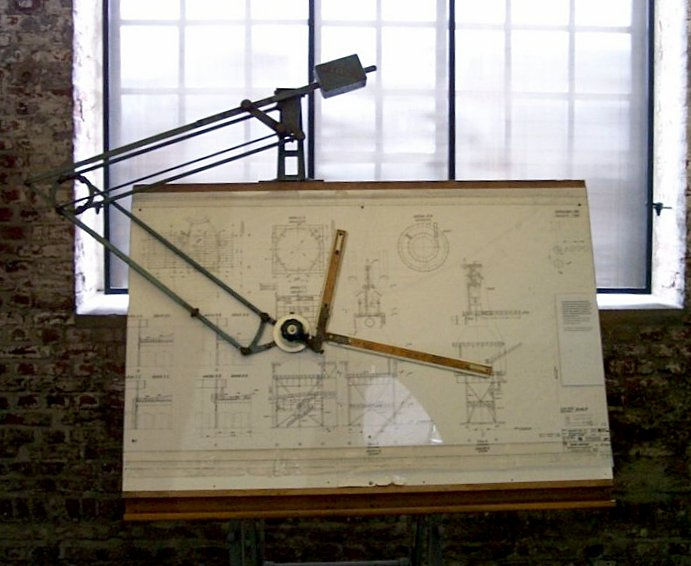
Taula de dibuix amb tecnígraf

El tecnígraf és una eina d'ajuda al dibuix tècnic que consisteix en un escaire (un parell de regles graduats en angle recte) muntat en un goniòmetre articulat que en permet una  rotació angular.

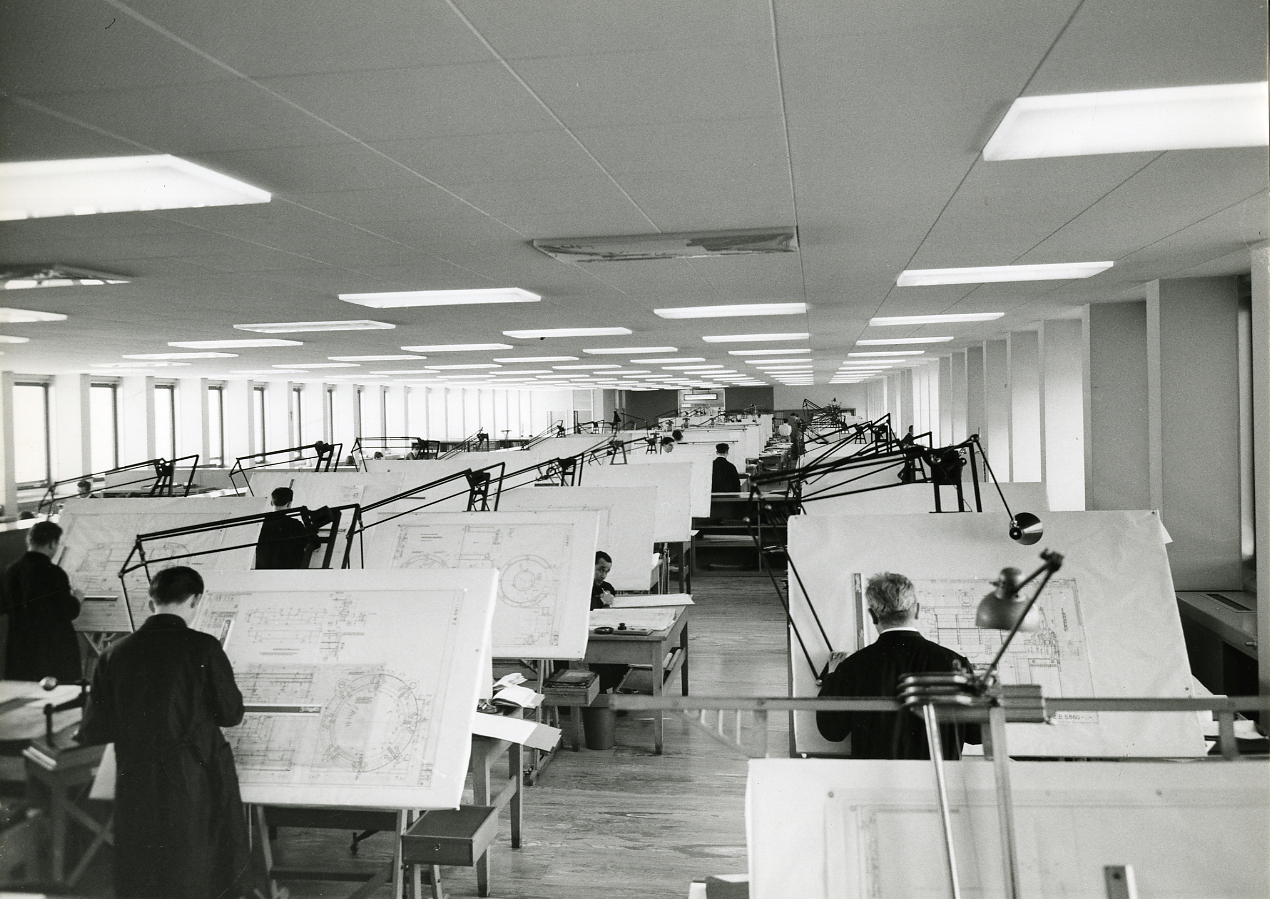
Saló dels dissenyadors, la indústria Ercole Marelli, Sesto San Giovanni. Foto de Paolo Monti, 1963.

El conjunt (parella de regles - goniòmetre) és capaç de moure's lliurement per tota la superfície del tauler de dibuix, amb un desplaçament directe o indirecte mitjançant dues guies ancorades al tauler de dibuix. Aquestes guies, que actuen per separat i es poden bloquejar de forma independent l'una de l'altra, asseguren el moviment del conjunt en la direcció horitzontal o vertical del pla de treball, respectivament, mantenint el conjunt amb els regles paral·lels a si mateixos (orientació relativa constant) durant tot el seu recorregut.

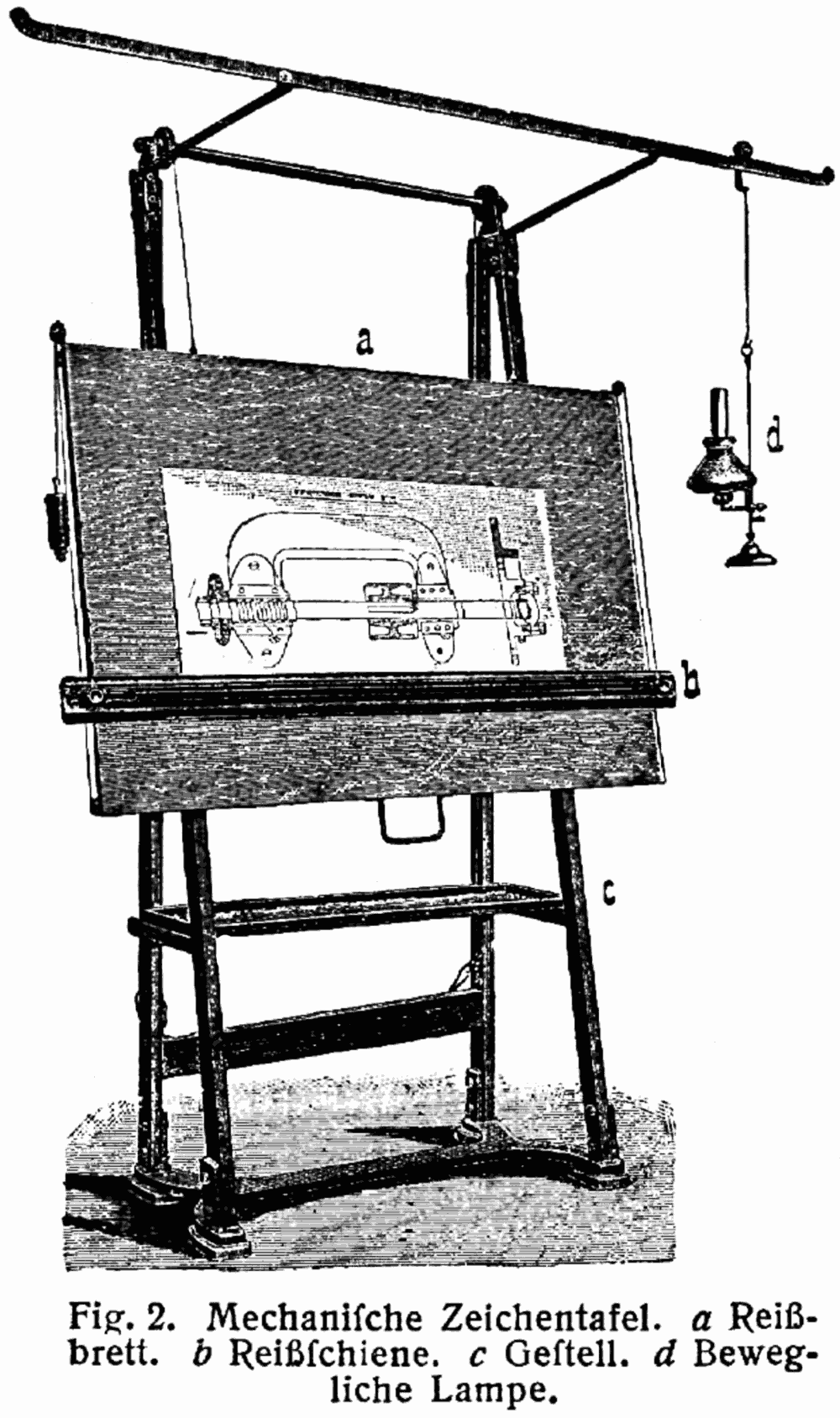
Taula de dibuix antiga amb paral·lex

El tecnígraf (en anglès "drafting machine" o "màquina de dibuixar") va estar present a les oficines de disseny de les empreses europees des de la segona dècada del segle passat. És curiós veure com l'autoritat de l'Encyclopaedia Britannica especifica explícitament 1930 com any d'introducció d'aquesta eina: però un anunci de "Memorie di architettura pratica" del 1913 permet anticipar vint anys aquesta data, (almenys a Itàlia).
En els equips de disseny més antic, el moviment del grup queda assegurat per un sistema de paral·lelograms que són els que permeten mantindre el conjunt en la mateixa posició relativa durant tot el seu recorregut (el mateix angle respecte l'horitzontal, o més senzill: amb els regles sempre paral·lels a si mateixos). Els braços s'equilibren per un sistema de contrapesos o de  molles.
Normalment, el tecnígraf va muntat en el tauler de treball d'una taula de dibuix amb una superfície dura i llisa, ancorada a una base que permet la seva inclinació i elevació. D'aquesta manera la realització del dibuix es pot dur a terme de la forma més convenient tant en una superfície de treball horitzontal, com vertical.
Se n'han fet versions especials per a taules de dibuix de format doble A0 (per fer dibuixos de grans dimensions), o per taules amb una caixa de rere-il·luminació, per les quals són necessaris uns equips que proporcionin un suport específic.
Amb el tecnígraf es poden dur a terme una sèrie d'operacions de dibuix que d'altra manera només es poden aconseguir amb un ús molt més complex dels clàssics regle, escaire i transportador, com - per exemple - el traçat de  rectes paral·leles, de rectes perpendiculars, rectes inclinades segons un angle preestablert, mesura d'angles, etc.
Amb el desenvolupament del programari de disseny assistit per ordinador (CAD), la utilització del tecnígraf - especialment en el sector professional - s'ha vist dràsticament reduïda, i la impressió sobre suport de paper, avui dia, es confia al plòter.